# Protasio Armentia
Protasio Armentia (Vitoria, ¿? - La Paz, 1814) fue un militar español que luchó contra la rebelión de Túpac Katari en 1781 y posteriormente se enfrentó a los movimientos de independencia en Virreinato del Río de la Plata a principios del siglo XIX.

## Biografía
Protasio Armentia nació en Vitoria, posiblemente en la década de 1750, sus padres fueron Manuel de Armentia y Josefa Melchora de Matamo. Abrazó la carrera militar y para 1772 ya era ayudante mayor de la compañía de forasteros en Pacajes y en 1773 se lo registró con el rango de capitán viviendo en la ciudad de La Paz, allí se casa con Tomasa Vea Murguía y Amestoy, hija del general José Vea Murguía que fungía como Corregidor de Sica Sica y de Faustina Amestoy y Argandoña. El general Vea Murguía también era oriundo de Vitoria y su familia era considerada hidalga, cuando llegó a ocupar el cargo de corregidor consiguió emparentar con la rica familia Amestoy que había dotado a Faustina con la impresionante dote de 41890 pesos, gracias a esta cantidad y por el cargo que ocupaba se convirtió en un hombre muy rico. Vea Murguía había fallecido en octubre de 1771 dejando 8 tiendas y una amplia casa en la ciudad de La Paz, también era propietario de varias haciendas, esclavos, diamantes y plata labrada. Con el respaldo de esa fortuna la familia Vea Murguía consiguió dotar a Tomasa con una cantidad de 44043 pesos.
El 24 de enero de 1776 Armentia participó en una protesta contra el Cabildo de la ciudad de La Paz. Durante la advocación a Nuestra Señora de La Paz, varios coroneles españoles ocuparon los asientos reservados para los miembros del Cabildo dentro de la catedral con el pretexto de que los coroneles eran españoles y las autoridades eran solamente criollos, por lo tanto tenían prioridad sobre ellos. Esto provocó que los coroneles fueran desalojados del templo, éstos esperaron la salida de las autoridades para insultarlos. El Cabildo presentó una queja ante el virrey por este altercado, pero se lo consideró un incidente más entre españoles y criollos.
Armentia sabía que al haber emparentado con la élite de la ciudad le traería grandes beneficios, para 1778 ya era Sargento mayor y para 1781 se convirtió en edecán del nuevo gobernador de la ciudad, Sebastián de Segurola. Con este cargo Armentia participó activamente en los enfrentamientos contra la sublevación indígena de Túpac Katari, primero acompañó a Segurola en su incursión a Laja donde incendiaron y saquearon el pueblo hasta que se vieron obligados a retirarse a la ciudad por los constantes ataques indígenas. 
En marzo de 1781 empezó el cerco a la ciudad de La Paz, Armentia estuvo a cargo de un grupo de voluntarios para la defensa, pero tampoco desaprovechó la situación de escasez de alimentos y vendía carne deshidrata a precios muy elevados. Cuando la ciudad fue liberada, Armentia era reconocido como uno de los más destacados oficiales y se convirtió en alcalde de la ciudad en el año 1784.
Para 1786 las inversiones que Armentia realizó en el área rural resultaron muy ventajosas, ya era dueño de 5 haciendas y tenía a 284 indígenas en situación de servidumbre. Se sabe también que Armentia poseía varios esclavos, algunos se encargaban de labores domésticas en su casa de La Paz y otros servían en sus haciendas. Hubo el caso de un esclavo de nombre Pedro que trató de comprar su libertad en 1793, su esposa Juana Luisa también era esclava de Armentia y logró comprar su libertad tiempo atrás reuniendo el dinero necesario para pagar a su amo. Pedro entregó la cantidad de 600 pesos para que pueda ser liberado pero Armentia lo acusó de robo y mandó a arrestarlo. Según Armentia, el esclavo todavía debía un total de 1800 pesos que se habían gastado en maíz y coca, Pedro declaró que para reunir el dinero tuvo que vender hasta la capa con la que se cubría del frío, pidió prestado a varias personas y su esposa se dedicó a la venta de comida para reunir los 600 pesos. Finalmente el abogado Carlos Antonio Quiroga determinó el 27 de enero de 1794 que el esclavo había cumplido con la compra de su libertad y que los gastos que Armentia exigía que se le paguen eran gastos propios de un dueño de esclavos, por tanto Pedro no tenía la obligación de cubrirlos y fue puesto en libertad.
Los esfuerzos militares de Armentia durante la rebelión de Katari dieron resultados cuando en 1795 se le dio el rango de teniente coronel, siendo uno de los jefes del regimiento de milicias de La Paz. Había quedado viudo el 20 de junio de 1794 y se volvió a casar el 24 de mayo de 1795 con María Francisca Llano y Vea Murguía, nacida el 3 de octubre de 1760 como hija de José Dionicio de Llanos y de Ventura Teresa de Vea Murguía. Ventura Teresa era hermana de Tomasa, la difunta esposa de Armentia. Por su parte María Francisca era dos veces viuda, la primera de Carlos Mariano Bilbao la Vieja y Rojas, y la segunda de Joaquín Vea Murguía. Es decir que Armentia se casó con su concuñada y a la vez sobrina de su difunta esposa. Esto se hacía por lo general para evitar que las fortunas y tierras heredadas pasen a otras familias.
En julio de 1809 estalló la Revolución de La Paz y Armentia fue relevado de su cargo por orden del cabildo, decidió permanecer en la ciudad y mantenía informado al obispo Remigio de la Santa y Ortega de todo lo que hacían los revolucionarios. El 12 de octubre participó en una contra revolución al mando de Pedro Indaburu, pero fueron derrotados el 19 de octubre y Armentia debió huir de la ciudad cuando su casa fue saqueada por los rebeldes que se llevaron 7000 pesos. Su esposa y sus hijos menores se refugiaron en el Convento de las Concebidas.
Cuando la revolución fue derrotada regresó a La Paz, se unió al ejército de José Manuel de Goyeneche en 1811 y fue nombrado comandante de la provincia de Yungas. Derrotó a los revolucionarios en el combate de Carapata el 12 de abril de 1812, tomó 5 prisioneros que mandó a ejecutar inmediatamente.
Para 1814 estaba con un permiso temporal y se encontraba en la ciudad de La Paz, llegó la noticia de que la Rebelión del Cuzco se acercaba y Armentia se ofreció a defender la ciudad junto a otros coroneles españoles como Jorge Ballivián y Joaquín Revuelta que se presentaron ante el gobernador Gregorio de Hoyos. La ciudad resistió varios días pero los rebeldes lograron tomarla el 24 de septiembre y arrestaron a todos los españoles que se encontraban en el lugar. Armentia fue hecho prisionero en la casa de gobierno junto a sus 2 hijos, Juan José y Lucas Matías que eran alféreces.
El día 28 se incendió la pólvora del cuartel haciendo que el edificio estallara, murieron varios cuzqueños y los rebeldes acusaron a los españoles de este suceso. Se masacraron a todos los realistas que estaban presos, Protasio Armentia murió asesinado por esta multitud mientras intentaba defender la vida de sus hijos quienes también fueron masacrados.

## Descendencia
Protasio Armentia y su primera esposa Tomasa Vea Murguía tuvieron la siguiente descendencia:
- María Gertrudis Petrona, nacida el 21 de febrero de 1778.
- Protasio Tritón, nacido el 3 de julio de 1780.
- Pedro, nacido el 7 de marzo de 1781.
- Mariano, nacido el 23 de noviembre de 1783.
- Tomás, nacido el 27 de diciembre de 1784.

Con su segunda esposa Juana Francisca Llano tuvo dos hijos:
- Juan José Rafael, nacido el 23 de octubre de 1796. Fue alférez en 1814, murió masacrado por los cuzqueños ese mismo año al lado de su padre.
- Lucas Matías, siendo muy joven también murió linchado por los cuzqueños en 1814.

María Francisca Llano logró sobrevivir a la masacre de 1814 porque se encontraba refugiada en el Convento de las Concebidas, sufrió mucho al saber de la trágica muerte de su esposo e hijos. No era la primera vez que perdía a toda su familia pues también vivió la muerte de su primer esposo y los dos hijos que tuvieron juntos, María Mercedes y Vicente, cuando aún eran niños. Fue una de las viudas que reclamó justicia al brigadier Mariano Ricafort en 1816, en 1820 vendió parte de la herencia que recibió de Armentia a José María Mendizábal y el resto lo dejó al Convento de Santo Domingo, que en 1826 pasaría a ser el Colegio Ayacucho. No volvió a casarse y murió el 18 de julio de 1823 a los 62 años, fue enterrada en la Basílica de San Francisco. Todavía era propietaria de la hacienda Chonchocoro, cerca de Viacha, que había recibido a la muerte de su primer esposo, dejó esta propiedad a su sobrino Dámaso Bilbao la Vieja.